# Graham Bell (duchowny)
Graham Bell (ur. 1964) – angielski duchowny rzymskokatolicki, urzędnik Kurii Rzymskiej, od 2011 podsekretarz Papieskiej Rady ds. Nowej Ewangelizacji.

## Życiorys
Święcenia kapłańskie przyjął 22 maja 1994. 13 maja 2011 został mianowany podsekretarzem Papieskiej Rady ds. Nowej Ewangelizacji.